# Йерби, Фрэнк
Фрэнк Йе́рби (англ. Frank  Yerby; 5 сентября 1916, Огаста, штат Джорджия, США — 29 ноября 1991, Мадрид, Испания) — афроамериканский писатель, работавший в жанре исторического и историко-приключенческого романа. Первый афроамериканский автор книг-бестселлеров, произведения которого были приобретены Голливудом для экранизаций. Почётный доктор Fisk University (1976) и Paine College (1977) города Огаста (штат Джорджия).

## Биография
Фрэнк Йерби известен как первый писатель-афроамериканец, ставший автором книг-бестселлеров, а также первый писатель-афроамериканец, романы которого были экранизированы в Голливуде. В течение своей творческой деятельности написал 33 романа, было продано более 55 миллионов копий в твёрдом переплёте и мягкой обложке во всём мире.

### Ранние годы
Фрэнк Гервин Йерби родился 5 сентября 1916 года в городе Огасте, в штате Джорджия, в США. Его родителями были Руфус Йерби и Вильгельмина Смит. По одним данным его мать была шотландско-ирландского происхождения, а отец — афроамериканец. По другим данным оба его родителя были родом из штата Джорджия. Во время переписи населения оба его родителя были записаны как мулаты до и после их вступления в брак, хотя во время переписи населения в 1930 и 1940 годах члены семьи были записаны просто как негры.
Фрэнк Йерби окончил Haines Normal Institute в 1933 году, а в 1937 году — Paine College. Оба расположены в Огасте. Затем продолжил своё образование в Fisk University, который расположен в Нэшвилле (штат Теннеси), где получил степень магистра в 1938 году, и в Чикагском университете, где начал работу над докторской диссертацией в 1939 году.
В течение небольшого периода работал инструктором английского языка в штате Флорида в A&M College (позднее университете) и в Южном университете в Батон-Руж штата Луизиана. Позже переехал на Север США, сначала в Дирборн (штат Мичиган), где работал техником в Ford Motor Company, а вскоре после этого в Нью-Йорк, на Ямайку, где работал инспектором на Ranger Aircraft.

### Творчество
Первый литературный успех пришёл к писателю в 1944 году, когда он получил Премию О. Генри(англ. O. Henry Memorial Award) в категории «За лучший дебютный рассказ» (англ. Best First-Published Story) за небольшой рассказ «Health Card», в котором рассказывается о расовой несправедливости, с которой сталкиваются афроамериканский солдат и его жена. До этого рассказа Йерби написал роман, протестующий против расового неравенства на Юге США, но издатели отвергли его. Возможно, отчасти из-за этого Йерби начал писать исторические романы, центральными персонажами которых являлись белые.
Местом и временем действия многих книг писателя являются самые разные страны и исторические эпохи: так, например, роман «Золотой ястреб» (англ. The Golden Hawk, 1948, экранизирован в Голливуде, опубликован на русском языке) рассказывает о расцвете пиратства на Карибском море, «Сарацинский клинок» (англ. The Saracen Blade, 1952, экранизирован в Голливуде, опубликован на русском языке) — о временах короля Фридриха II и Шестого крестового похода, «Сатанинский смех» (англ. The Devil's Laughter, 1953, опубликован на русском языке) — о временах Великой Французской революции, «Аромат святости» (англ. An Odor of Sanctity, 1965, не опубликован на русском языке) — о судьбах людей разных национальностей и вероисповеданий в Средние века в Гранадском эмирате, «Изгнанник из Спарты» (англ. Goat Song, 1967, опубликован на русском языке) — о временах Древней Греции, «Иуда, брат мой» (англ. Judas, My Brother, 1968, не опубликован на русском языке) — альтернативный взгляд на события, описанные в Библии.
В 1946 году Йерби опубликовал исторический роман о Юге США «The Foxes of Harrow», ставший первым бестселлером автора-афроамериканца. Действие романа происходит в период 1827 по 1837 годы и рассказывает о незаконнорождённом сыне ирландского аристократа, приехавшем в Америку, который приобретает крупную плантацию с большим количеством рабов в довоенном Новом Орлеане. В этом романе Йерби точно воспроизводит многие известные особенности жанра, за исключением «счастливых негров», появившихся в таких известных американских произведениях, как «Унесённые ветром». В 1947 году книга Йерби была экранизирована студией «20th Century Fox», главные роли в фильме «The Foxes of Harrow» исполнили Рекс Харрисон и Морин О’Хара, а сам фильм был номинирован на кинопремию «Оскар». Таким образом, принято считать, что Йерби стал первым автором-афроамериканцем, книга которого была куплена Голливудом для экранизации.
Йерби часто подвергался критике со стороны афроамериканцев из-за отсутствия внимания к проблемам афроамериканских персонажей его книг. Таким образом, по иронии судьбы, Йерби имел честь стать автором первого романа-бестселлера, написанного афроамериканцем, и он также стал одним из тех писателей, которых критиковали за отсутствие расового сознания. В ответ на эту критику Йерби утверждал, что «писатель не имеет никакого права проявлять на публике свои личные идеи о политике, расе или религии». Позже он видоизменил эту позицию настолько, что в конце 1950— 1960-х годов написал романы, в которых затрагивает вопросы расы и южной культуры: «The Serpent and the Staff» (1958), «Garfield Honor» (1961), «Griffin’s Way» (1962), «Speak Now» (1969) — в этом романе писатель впервые выводит героем афроамериканца. В 1963 году Йерби завершает роман — протест против расовой дискриминации — «The Tent of Shem», который никогда не был опубликован. В 1971 году публикуется один из самых известных романов писателя — «The Dahomean», в котором рассказывается о жизни порабощённого человека, вывезенного из Африки в Америку. Этот роман является кульминацией творчества Йерби на расовые темы.

### Эмиграция и смерть
В 1955 году Фрэнк Йерби отказался от американского гражданства и покинул США в знак протеста против расовой дискриминации и жил в Мадриде, в Испании, находящейся тогда под властью режима Франко.
29 ноября 1991 года Фрэнк Йерби скончался от сердечной недостаточности в возрасте 75 лет в Испании и похоронен на мадридском кладбище Альмудена.

## Увековечивание памяти
- 1944 — Премия О. Генри[1] (англ. O. Henry Memorial Award) в категории «За лучший дебютный рассказ» (англ. Best First-Published Story[1]) (за рассказ «Health Card»)
- 1976 — почётный доктор Fisk University[2] (город Огаста, штат Джорджия, США)
- 1977 — почётный доктор Paine College[2](г. Огаста, штат Джорджия)
- 2006 — посмертно введён в Зал славы писателей штата Джорджии[2]
- 2013 — литературный фестиваль города Огаста штата Джорджии учредил в его честь премию имени Фрэнка Йерби[3]

## Экранизации
1. 1947 — The Foxes of Harrow
2. 1948—1956 — The Philco Television Playhouse / Телевизионный театр Филко (сериал)
3. 1952 — The Golden Hawk / Золотой ястреб
4. 1954 — The Saracen Blade / Сарацинский клинок
5. 1965 — Kumarbaz

## Публикации на русском языке
1. 1986 — «Возвращение на родину» (англ. The Homecoming) в сборнике «Судьбы наших детей» (издательство «Радуга», перевод Н. Колпакова, ISBN отсутствует)
2. 1993 — «Изгнанник из Спарты» (англ. Goat Song) (издательство «Вагриус», перевод Е. Комиссарова, Т. Шишовой, ISBN 5-7027-0018-X)
3. 1995 — «Сатанинский смех» (англ. The Devil's Laughter) (издательство «Вагриус», перевод Б. Грибанова, ISBN 5-7027-0081-5)
4. 1995 — «Золотой ястреб» (англ. The Golden Hawk) (издательство «Вагриус», перевод Н. Высоцкой, ISBN 5-7027-0173-9)
5. 1997 — «Гибель „Русалки“» (издательство «Азбука», «Терра», перевод М. Абушик, ISBN 5-7684-0248-9)
6. 1998 — «Сарацинский клинок» (англ. The Saracen Blade) (издательство «Вагриус», перевод Б. Грибанова, ISBN 5-7027-0190-9)